# Dephlegmator

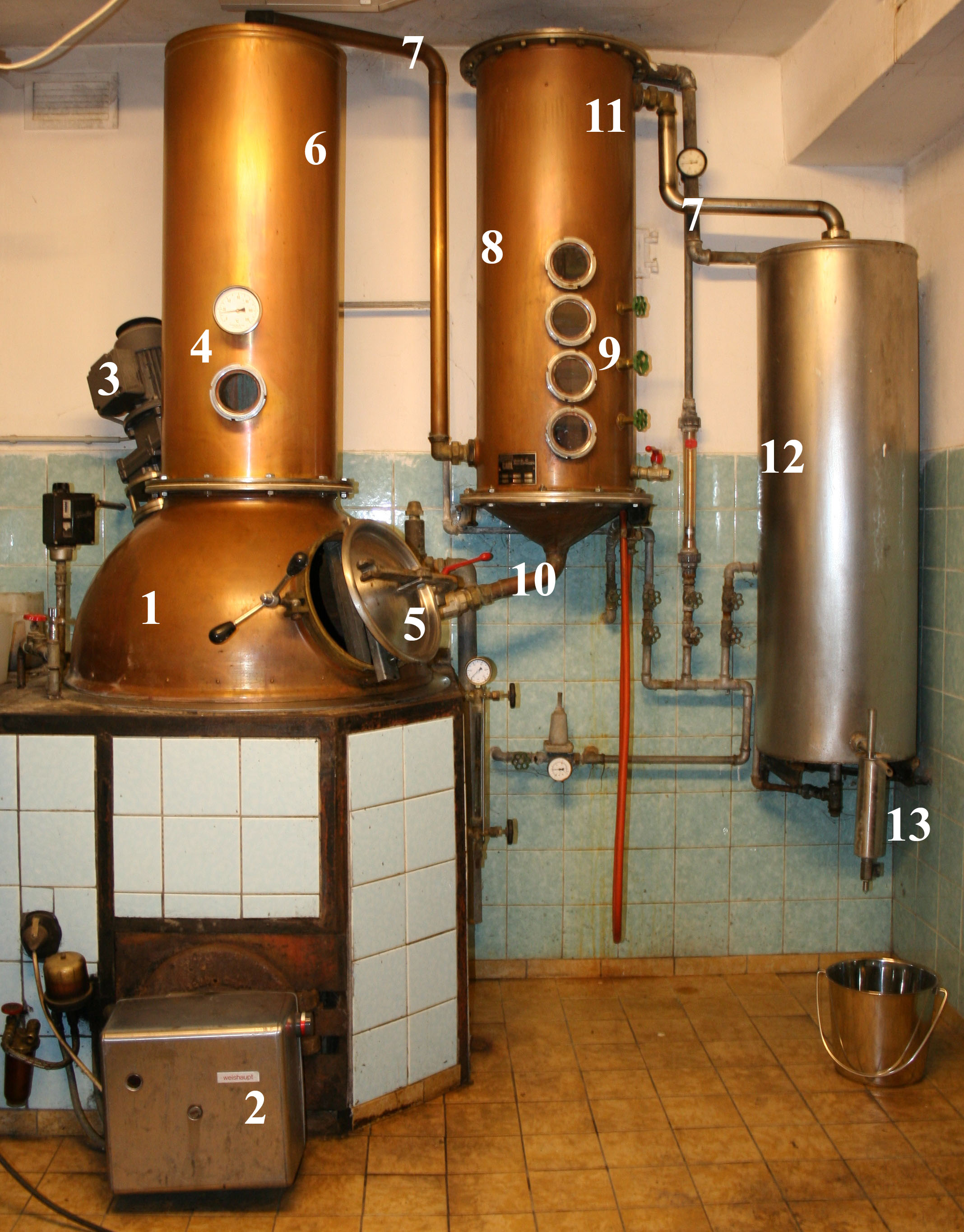
Brennanlage zur Gewinnung von Spirituosen mit Dephlegmator (11)

Ein Dephlegmator ist ein Kondensator, der Dämpfe kondensieren und sie vor dem eigentlichen Kondensator dem Kessel wieder zuführen soll. Dadurch wird eine höhere Trennleistung gewährleistet.  
Ein Gemisch chemischer Stoffe ist durch eine Destillation nicht in gewünschter Reinheit voneinander trennbar, wenn im Dampf ebenfalls ein Gemisch vorliegt. Um nur die leichter siedende Flüssigkeit passieren zu lassen, wird die Temperatur im Dephlegmator knapp über dem Siedepunkt der Flüssigkeit gehalten. Die schwerer siedende Flüssigkeit kondensiert dabei in dem Dephlegmator und wird zurück in den Kessel geführt.

## Anwendungsgebiete
- Einfache Destillation
- Wasserdampf-Destillation
- fraktionierte Destillation
- Brennen von Spirituosen
- Als Dephlegmatorbetrieb wird im Kraftwerksbereich ein Betriebsmodus zum Schutz vor Einfrierungen bezeichnet.